# 그대와의 Distance
《그대와의 Distance》(일본어: 君とのDistance 키미토노-[*])는 ZARD의 11번째이자 보컬 사카이 이즈미 생전의 마지막 정규 앨범으로, 2005년 9월 7일 발매되었다. (HDCD: JBCJ-9012) ZARD의 정규 앨범 중에서 처음이자 마지막으로 디지팩(Digipak)과 HDCD 사양으로 발매되었다.

## 수록곡
| #            | 제목 | 작사          | 작곡                  | 편곡              | 재생 시간 |
| ------------ | --- | ------------- | --------------------- | ----------------- | --------- |
| 1.           | 〈〈여름을 기다리는 돛처럼〉〉 (夏を待つセイル(帆)のように 나츠오마츠세이루노요니[*])                         | 사카이 이즈미 | 오노 아이카           | 하야마 타케시     | 4:33      |
| 2.           | 〈〈이별까지의 디스턴스〉〉 (サヨナラまでのディスタンス 사요나라마데노디스탄스[*])                            | 사카이 이즈미 | 오노 아이카           | 하야마 타케시     | 4:45      |
| 3.           | 〈〈더없이 소중한 것〉〉 (かけがえのないもの 카케가에노나이모노[*])                                           | 사카이 이즈미 | 오노 아이카           | 코바야시 사토루   | 4:15      |
| 4.           | 〈〈오늘은 편안하게 이야기해요〉〉 (今日はゆっくり話そう 쿄와윳쿠리하나소[*])                                 | 사카이 이즈미 | 오노 아이카           | 토쿠나가 아키히토 | 4:50      |
| 5.           | 〈〈그대와의 맞닿음〉〉 (君とのふれあい 키미토노후레아이[*])                                                  | 사카이 이즈미 | 오노 아이카           | 하야마 타케시     | 4:27      |
| 6.           | 〈〈세퍼레이트 웨이즈〉〉 (セパレート・ウェイズ 세파레토 웨이즈[*])                                           | 사카이 이즈미 | 오노 아이카           | 후루이 히로히토   | 4:16      |
| 7.           | 〈〈Last Good-bye〉〉                                                                                         | 사카이 이즈미 | 타타노 요시오         | 하야마 타케시     | 4:27      |
| 8.           | 〈〈별의 반짝임이여〉〉 (星のかがやきよ 호시노카가야키요[*])                                                  | 사카이 이즈미 | 오노 아이카           | 하야마 타케시     | 3:52      |
| 9.           | 〈〈달에 소원을〉〉 (月に願いを 츠키니네가이오[*])                                                            | 사카이 이즈미 | 오노 아이카           | 코바야시 사토루   | 4:19      |
| 10.          | 〈〈당신과 함께 살아가요〉〉 (あなたと共に生きてゆく 아나타토토모니이키테유쿠[*])                             | 사카이 이즈미 | 오다 테츠로           | 코바야시 사토루   | 4:58      |
| 11.          | 〈〈I can't tell〉〉                                                                                          | 사카이 이즈미 | 쿠리바야시 세이이치로 | 하야마 타케시     | 4:32      |
| 12.          | 〈〈good-night sweetheart〉〉                                                                                 | 사카이 이즈미 | 토쿠나가 아키히토     | 하야마 타케시     | 4:47      |
| 13.          | 〈〈그대와 오늘 있었던 일을 평생 잊지 않아〉〉 (君と今日の事を一生忘れない 키미토쿄노코토오잇쇼와스레나이[*]) | 사카이 이즈미 | 토쿠나가 아키히토     | 토쿠나가 아키히토 | 5:08      |
| 총 재생 시간 | 총 재생 시간                                                                                                  | 총 재생 시간  | 총 재생 시간          | 총 재생 시간      | 59:09     |